# Château de Ringen
Pour les articles homonymes, voir Ringen.
Le château de Ringen (en Néerlandais : Hof van Ringen ou Ringenhof) est un château belge situé sur le territoire de la commune de Lierre, dans la province d'Anvers.
De style néo-classique, cette demeure élégante fut édifiée en 1849, sur les rives de la Nèthe, pour le compte des Berckmans, une ancienne famille de grands propriétaires fonciers qui fut également propriétaire de l'ancien château d'Isschot, à Itegem. Sa façade avant est inspirée de celle du Petit Trianon du château de Versailles, avec ses quatre colonnes encadrant trois fenêtres centrales. En 1910, le château fut acquis par Ernest Lowet. En 1996, il fit l'objet d'une restauration importante et, en 1997, le parc fut réaménagé. On peut y admirer une flore variée, dont des rhododendrons. 